# Sandhornøya

Sandhornøya est une grande île de la commune de Gildeskål , en mer de Norvège dans le comté de Nordland en Norvège.

## Description
L'île de 103 km2 est montagneuse et se trouve au sud de la ville de Bodø, près de l'entrée du Saltfjord. La partie continentale de la Norvège se trouve à l'est et les îles de Fleina, Sør-Arnøya et Nord-Arnøya se trouvent à l'ouest. Les villages de Lekanger, Mårnes et Våg sont situés sur l'île. Les activités de l'île étaient traditionnellement la pêche et l'agriculture mais le tourisme devient aussi une activité porteuse. Il y a une carrière de quartz près de Mårnes et un laboratoire de recherche sur lesalgues dans le port de Våg.
L'île est reliée au continent par le Sandhornøy Bridge (en). Sandhornøy est également le lieu de naissance du célèbre professeur norvégien et auteur d'hymnes, Elias Blix (en). Un monument commémoratif de Blix peut être vu sur le littoral.

### Aire protégée
Au nord-ouest de l'île se trouve le Mårnesskagen, une zone légèrement vallonnée avec des landes calcaires et calcaires basses. Le substrat rocheux y est constitué de marbre calcaire et la végétation comprend un large éventail d'espèces inscrites sur la Liste rouge de l'UICN, notamment la Cardamine des prés, la Primula scandinavica (en) et le Carex. La zone a été évaluée comme "très importante" par l' Agence norvégienne pour l'environnement.

## Galerie

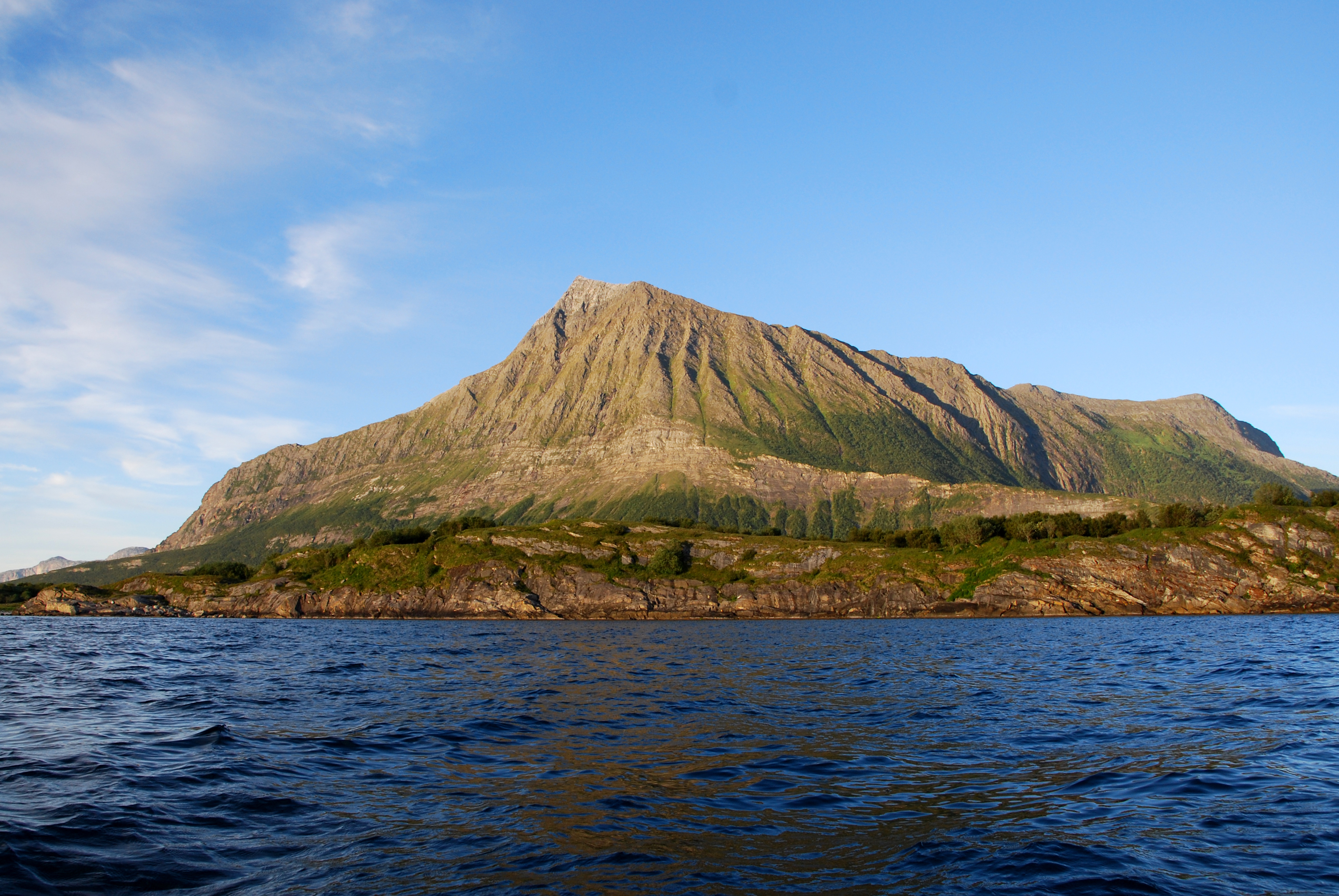
Montagne Sandhornet
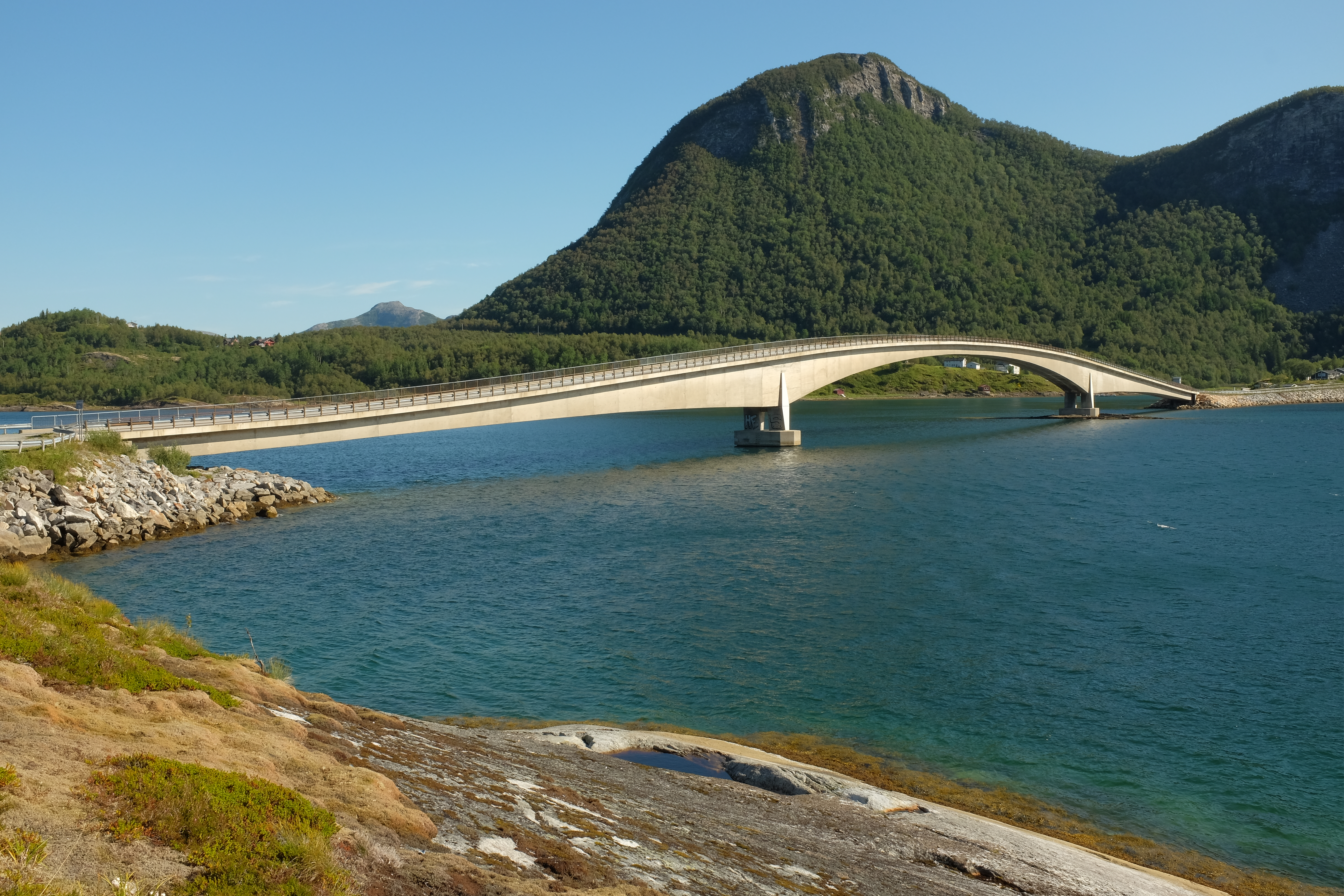
Pont de Sandhornøya
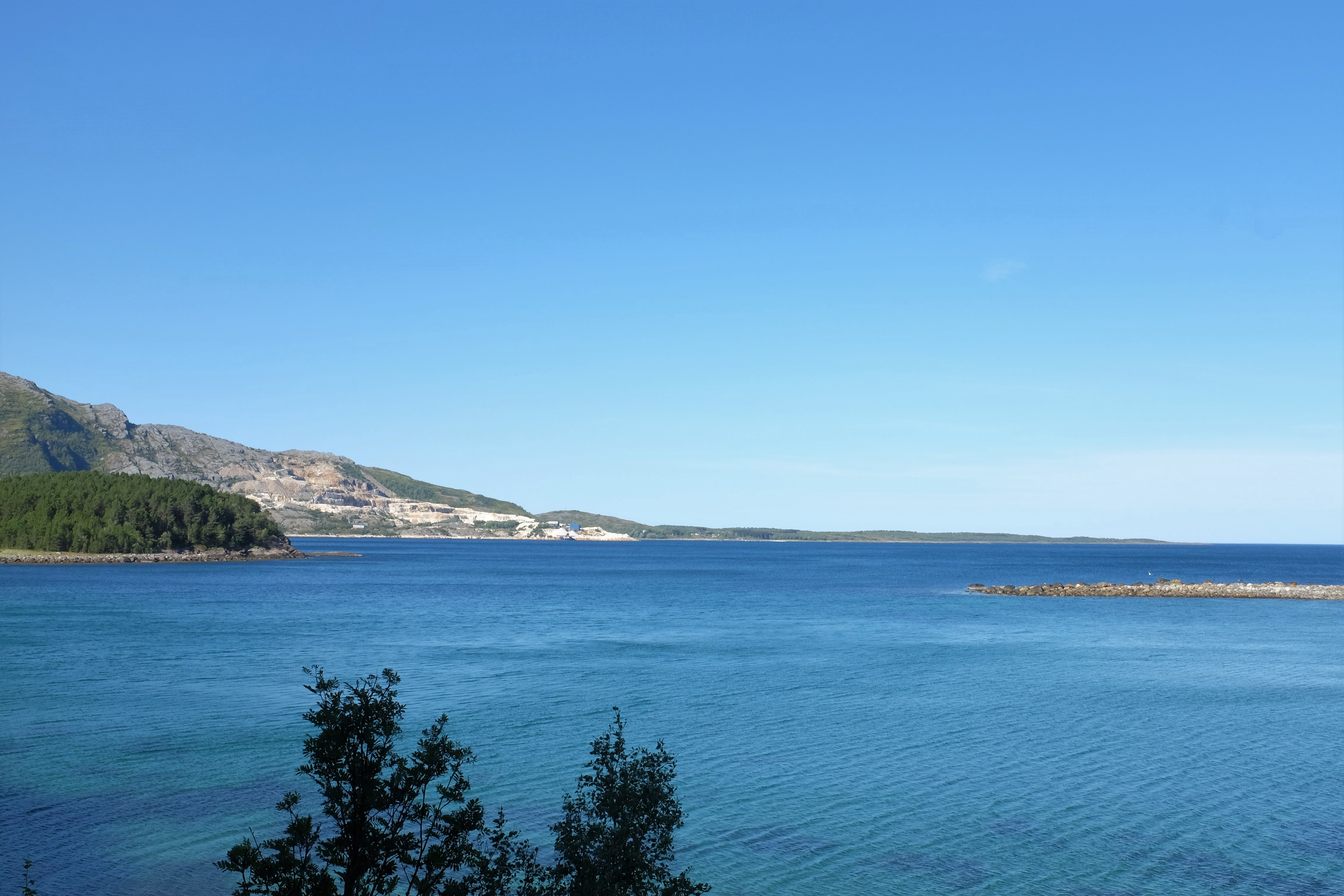
Extraction du quartz